# Runwell
Runwell – osada i civil parish w Anglii, w Esseksie, w dystrykcie Chelmsford. W 2011 civil parish liczyła 3394 mieszkańców. Runwell jest wspomniana w Domesday Book (1086) jako Runewella.